# 東京恵明学園
社会福祉法人東京恵明学園（とうきょうけいめいがくえん）は、東京都青梅市に本部を置く社会福祉法人。神奈川県足柄下郡箱根町・静岡県三島市で乳児院・児童養護施設を経営している。
保護者のない児童・虐待されている児童など、家庭環境に問題がありその家庭での生活は困難、と児童相談所に判断された児童（2~18歳）を養育している。
東京恵明学園では冠婚葬祭・病気看護・出張等やむを得ない事情ができて子供を養育できなくなった保護者からの要請によりショートステイも実施している。
箱根恵明学園は箱根駅伝の際には必ず登場することでよく知られている。

## 概要
- 法人名　社会福祉法人　東京恵明学園
- 本部所在地　東京都青梅市友田町2丁目714番地1